# Língua crioula mauriciana
O crioulo mauriciano, ou Kreol morisien no próprio idioma, é uma língua crioula falada em Maurício (Maurícia). Praticamente todas as raízes do seu vocabulário são de origem francesa, com menor quantidade de palavras de origem inglesa e de línguas africanas e asiáticas que já foram faladas na ilha.

## Uso da língua
O crioulo mauriciano é a língua franca do país, mesmo sendo o inglês o idioma oficial do Governo e o francês padrão seja muito aprendido. O crioulo de Maurício é a língua mais falada nas relações informais entre os grupos étnicos da ilha. Tais encontros interétnicos são muito comuns pelo facto do país apresentar grande diversidade étnica e de línguas. A maioria da população de Maurício é de origem hindu, porém falando diversos idiomas como tâmil, boiapuri, telugo, hindi, guzerate, bem como inglês, francês e crioulo. O mesmo vale para as diversas pequenas minorias europeias e de chineses, que falam inglês, francês, cantonês, mandarim ou hacá.  Os crioulos, que são pouco menos de um terço da população, são na sua maioria descendentes de escravos oriundos da África continental e da Ásia, trazidos para a ilha antes da abolição da escravatura pelos britânicos, por volta de 1830. Esses crioulos têm maior tendência a falar o crioulo como língua primária, embora frequentemente falem também francês e inglês.

## Classificação
Linguistas consideram o crioulo de Maurício uma língua crioula com base no francês em função da grande maioria de palavras dessa origem presentes no idioma da ilha. Também há concordância quanto a grandes semelhanças das línguas crioulas de Seicheles, do Arquipélago de Chagos, da Ilha Rodrigues entre si e com o crioulo de Maurício. Porém, as relações da língua de Maurício com outras línguas crioulas de origem francesa mais distantes geograficamente ainda é bem controversa. O linguista Robert Chaudenson especulou que o crioulo de Maurício tivesse relações próximas com a língua crioula de Reunião, ilha onde os franceses se estabeleceram antes de chegar a Maurício. Por outro lado, os linguistas R. A. Papen, Phillip Baker e Chris Corne rebatem, dizendo que o crioulo de Reunião em nada influenciou o de Maurício, sendo que as semelhanças entre os dois crioulos são mínimas, tais como as suas relações com outras línguas crioulas francesas, por exemplo, da América.

## História
Embora os portugueses tenham sido o primeiro grupo étnico europeu a chegar a Maurício, não assentaram ali. O pequeno vocabulário português na língua da ilha deve-se principalmente aos elementos portugueses nos jargões marítimos (como Sabir e língua franca) e aos escravos que foram para Maurício oriundos de colônias portuguesas ou de locais onde a língua lusa era linguagem comercial, na África continental. De forma similar, poucas são as influências do neerlandês no falar mauriciano. Os neerlandeses colonizaram Maurício entre 1638 e 1710. Porém, evacuaram a ilha no final desse período, deixando poucos escravos fugidos, cuja presença em quase nada influenciou a língua local. Os franceses reivindicaram a ilha e ali se fixaram entre 1715 e 1721.
Como já haviam feito em Reunião e nas Índias Ocidentais, os franceses criaram em Maurício uma economia agrícola com base no trabalho escravo. Os escravos tornaram-se a maioria da população na ilha em 1730, tendo atingido 85% do total em 1777. Esses imigrantes forçados vieram da África continental, de Madagascar e da Índia, o que causou uma fragmentação linguística. Como resultado, o francês passou a ser uma língua franca entre os escravos. Porém, o reduzido tamanho da população francesa nativa, a sua completa indiferença para com a sua população servil, com total ausência de educação formal para os escravos, resultou no crescente distanciamento entre o francês desenvolvido pelos escravos e a língua francesa dos patrões. Documentos históricos desde a época de 1773 mostravam que os escravos já falavam outra língua, o crioulo.
Os britânicos tomaram Maurício aos franceses durante as guerras napoleônicas, mas a língua inglesa não foi absorvida pelos escravos. Foram poucos os ingleses que se instalaram na ilha e, além disso, o crioulo de origem francesa já estava bem firme entre a população de escravos na época. A abolição da escravatura em 1830 permitiu a muitos crioulos mauricianos deixar as plantações. Assim, os proprietários de terras começaram a trazer trabalhadores meeiros da Índia para substituí-los. Assim, os indianos tornaram-se, e ainda são, o maior contingente populacional da ilha. Muitas eram as línguas desses grupos vindos da Índia, os quais também ficavam alienados dos falantes de inglês e de francês, o que os levou a também usar o crioulo de Maurício como língua franca. O inglês e o francês têm até hoje um longo e significativo domínio no status social, sendo usadas no Governo, nos negócios, na educação e na "mídia" de massa na ilha. No entanto, o crioulo mauriciano tem grande popularidade nos domínios informais, entre o povo.

## Fonologia
A fonologia do crioulo de Maurício é muito similar à do francês, mas as letras "j" e o "g" suave apresentam a pronúncia "z" em mauriciano. As vogais "redondas" francesas , "u" e "eu" são percebidas como "i" ou "u" (não arredondado, como o "ou") e "e" ou "o," respectivamente.

## Ortografia
Embora a língua ainda não tenha uma ortografia padrão oficial, há diversos dicionários publicados, mono e bilinguais, escritos por autores como Philip Baker, Arnaud Capooran, o grupo "Ledikasyon pu travayer" e outros. A quantidade de publicações vem crescendo de forma estável e uma ortografia ainda não oficial vai se afirmando. Em geral, o sistema segue a ortografia francesa, porém simplificada pela eliminação de letras mudas e pela redução da quantidade de diferentes modos de escrever um mesmo som.
Em 2005, o Professor Vinesh Hookoomsing, da Universidade de Maurício, publicou o relatório "Grafi Larmoni", que busca harmonizar as diferentes maneiras de escrever o crioulo de Maurício no país. Está em andamento a tradução de uma Bíblia para o crioulo.

## Vocabulário
A maior parte das palavras do crioulo mauriciano são de origem francesa, mas não são usados do mesmo modo. Como exemplo, temos o artigo definido francês "le/la" que em mauriciano é na grande maioria das vezes fundido ao substantivo. Assim a palavra rato é dita lerat  (vem de rat em francês). De forma similar, a palavra tempo (francês temps) é falado letan em Mauriciano. Isso também ocorre com adjetivos e preposições em Mauriciano: Bolfan (boa mulher) vem do francês bonne femme; Duri (arroz) vem do francês du riz. Outras palavras tiveram também seus significados modificados. É o caso de "gayh" (verbo "ter" - Mauriciano), que vem do francês "gagner" ("vencer" em francês).
Há também diversas palavras de origem de línguas estrangeiras, trazidos escravos vindos da própria África. Exemplos:
de ampango, Língua malgaxe para "camada de arroz que fica no fundo do pote", veio lapang. Também do malgaxe veio "hafotsa" (tipo de árvore), em Mauriciano "lafus". O termo mauriciano "zahtak veio do Malgaxe "antaka" (tipo de planta).  Nesses casos, como nos substantivos que vieram do francês, ocorre a fusão dos artigos franceses "le/la/les." com a palavra africana(Malgaxe). Outras palavras originárias da África oriental são: Mauriciano "makutu", vindo da língua makua - "makhwatta" (ferida aberta); "matak" língua suaíle e língua makonde - "matako" (nádegas).

## Gramática
Os substantivos mauricianos não declinam em número. A percepção de um substantivo ser singular ou plural é feita pelo contexto da sua aplicação. No caso da necessidade de um marcador de número sem ambiguidade, é usada partícula "ban" (do Francês "bande" - bando) colocada antes do substantivo. Os artigos indefinidos franceses "un/une" correspondem ao en mauriciano, porém, as regras para uso são ligeiramente diferentes. Em Mauriciano tem o artigo definido "la," que é porém usado depois do substantivos: Os termos franceses "un rat" - "le rat" - "les rats" (português um rato - o rato - os ratos) são em mauriciano  "en lera," "lera-la," "ban-lera."
No crioulo mauriciano cada pronome tem uma única forma, não dependendo nem do caso (sujeito-nominativo; objeto direto-acusativo; posse-genitivo), nem do gênero. A palavra mauriciana Li pode ser traduzida como ele, ela, o, a, se, dele, dela (seu), dependendo também apenas do contexto.
De forma similar aos substantivos, os verbos mauricianos não variam nem com o tempo verbal, nem como a pessoa gramatical. A presença de um substantivo ou de um pronome junto ao verbo define quem pratica a ação. Uma série de partículas pré-verbais são usadas sozinhas ou em conjunto para indicar o tempo verbal. Assim "ti" (francês "etais" - era) marca o passado, "pe" (francês "apres" - depois) marca o aspecto progressivo (presente), "(f)in" (francês "fin" - fim) marca ação completa (passado perfeito), "a" (francês "va" - vai) marca o futuro.  Exemple:  "li fin gayh" (ele/ela tinha), o que pode ser simplificado para "li n gayh" pronunciado como se fosse uma única palavra.

## Amostra de texto
| Crioulo de Maurício | Francês | Português |
| --- | --- | --- |
| Nou Papa ki dan lesiel Fer rekonet ki to nom sin, Fer ki to regn vini, Fer to volonte akompli, Lor later kuma dan lesiel. Donn nou azordi dipin ki nou bizin. Pardonn-nou nou bann ofans, Koman nou osi pardonn lezot ki fin ofans nou. Pa less nou tom dan tentation Me tir-nu depi lemal. | Notre Père qui est aux cieux que ton nom soit sanctifié, que ton règne vienne, que ta volonté soit faite, sur la terre comme au ciel. Donne-nous aujourd’hui notre pain de ce jour. Pardonne-nous nos offenses, comme nous pardonnons aussi à ceux qui nous ont offensés. Et ne nous soumets pas à la tentation, mais délivre-nous du Mal. | Pai Nosso, que estais no céu Santificado seja o vosso nome, Venha a nós o vosso reino, Seja feita a vossa vontade Assim na Terra como no céu O pão nosso de cada dia nos dai hoje. Perdoai nossas ofensas, Assim como nós perdoamos aqueles que nos tenham ofendido E, não nos deixeis cair em tentações, Mas livrai-nos do mal. |